# Koluzja
Koluzja (niem. Kollusion – zmowa, łac. colludere – zagraj razem) – w psychologii koncepcja nieuświadomionej zmowy opartej na nieświadomych motywacjach psychologicznych lub kombinacji konfliktów wewnętrznych dwóch lub więcej osób zaangażowanych w bliską dynamiczną relację.
Jest to psychodynamiczna koncepcja szwajcarskiego badacza i specjalisty psychiatrii oraz psychoterapii dr Jürga Willie mająca na celu wyjaśnianie i interpretację powstawania konfliktów w małżeństwach, rodzinach, związkach i parach.

## Terapia par
W odniesieniu do relacji między dwojgiem ludzi Jürg Willi ukuł termin koluzja, w którym neurotyczne usposobienia obu partnerów korelują ze sobą w sposób komplementarny, pasując do siebie jak zamek do klucza. Według tej psychodynamicznej koncepcji psychologicznej partnerzy posiadają nierozwiązane kluczowe konflikty wewnętrzne. Te komplementarne wewnętrzne konflikty pochodzą z wcześniejszych psychologicznych faz rozwoju ich osobowości jako niezrealizowane i niezaspokojone potrzeby. Partnerzy upatrują zaspokojenia swych wewnętrznych niedoborów i niezrealizowanych potrzeb we wzajemnie uzupełniających się rolach, jakie przyjmują starając się utrzymać związek.
W parach, gdzie jedna strona posiada zaburzenia narcystyczne lub silnie obecne zranienie narcystyczne we wcześniejszych fazach rozwoju, często będzie można dostrzec dynamikę drugiego partnera starającego się, by narcyz czuł się podziwiany i wyidealizowany, nawet kosztem swojej własnej samooceny. Współwystępowanie tych ukrytych neurotycznych układów bardzo często jest źródłem wzrostu polaryzacji partnerów, w wyniku czego następuje radykalizacja  położenia jednego względem drugiego w ich związku (na przykład, gdy jeden z partnerów jest zawsze zależny, drugi zawsze niezależny i dominujący).

## Psychologia społeczna
Koncepcja koluzji nie jest ograniczona tylko do rodziny i terapii pary. Teoria rodziny jako najmniejszej jednostki społecznej zakłada transmisję wewnętrznych mechanizmów regulujących jej funkcjonowanie na większe struktury społeczne i ich strategie. Koncepcja koluzji jako zmowy może być zrozumiana również jako strategie w obszarze krytyki poglądów, religii, rasy, mniejszości seksualnej. Znaczenie koluzji rozumianej jako zmowy prawnej jest zatem ściśle związane z aspektem psychologicznym.